# Leialoha lehuae
Leialoha lehuae är en insektsart som först beskrevs av George Willis Kirkaldy 1910.  Leialoha lehuae ingår i släktet Leialoha och familjen sporrstritar.

## Underarter
Arten delas in i följande underarter:
- L. l. hawaiiensis
- L. l. lehuae